# Saint-Maurice-le-Girard
Saint-Maurice-le-Girard – miejscowość i gmina we Francji, w regionie Kraj Loary, w departamencie Wandea.
Według danych na rok 1990 gminę zamieszkiwały 522 osoby, a gęstość zaludnienia wynosiła 46 osób/km² (wśród 1504 gmin Kraju Loary Saint-Maurice-le-Girard plasuje się na 830. miejscu pod względem liczby ludności, natomiast pod względem powierzchni na miejscu 953.).